# Дунин-Борковский, Пётр Дмитриевич
Пётр Дмитриевич Дунин-Борковский (2 января 1822 — 1 октября 1846) — малороссийский помещик, муж художницы Глафиры Псёл.
Представитель дворянского рода Дунин-Борковских. Его жена Глафира Ивановна Псёл, сестра поэтессы Александры Псёл была дальней полтавской родственницей Н. В. Гоголя, которую он в письмах называл «кузиной».
В 1843 году в яготинском имении семьи генерал-лейтенанта российской армии, генерал-губернатора Малороссии князя Николая Григорьевича и его жены Варвары Алексеевны Репниных-Волконских познакомился с украинским поэтом Тарасом Шевченко.
9 декабря 1845 Варвара Репнина писала Т. Шевченко из Яготина, что «Бог благословил Глафиру: её жениха Вы знаете, это Пётр Дмитриевич Дунин-Борковский, которого Вы видели у нас».
Во второй раз Дунин-Борковский и Шевченко встретились в сентябре 1846 года в Киеве, когда поэт посетил тяжелобольного Дунина-Борковского за несколько дней до его смерти.